# Sade McCreath
Sade McCreath, född 25 juni 1996, är en friidrottare från Kanada. Hon deltog vid olympiska sommarspelen 2024.